# Bedrijfssimulatiespel

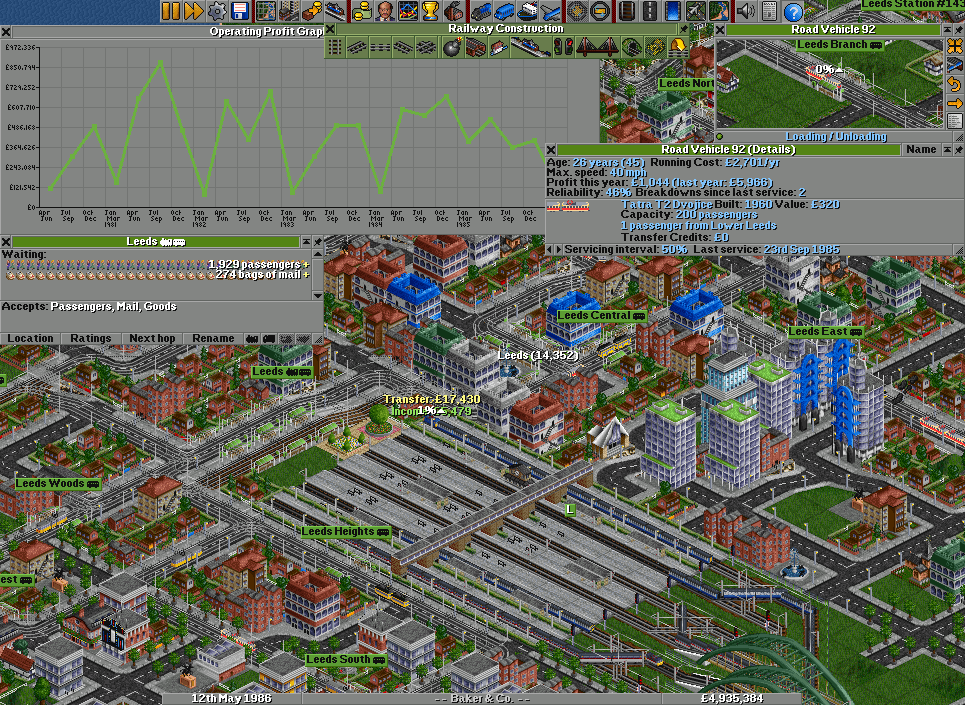
OpenTTD, een bedrijfssimulatiespel waar de speler een openbaarvervoerbedrijf leidt.

Bedrijfssimulatiespellen (ook bekend als tycoonspellen) zijn simulatiespellen waar de beslissingen van een bedrijf in de handen van de speler liggen. Het beheer van voorraad, liquide middelen en gebouwen moet worden beheerd om doelen te bereiken. Vaak is micromanagement een belangrijk onderdeel van een bedrijfssimulatie.
Bedrijfssimulaties kunnen de echte wereld simuleren, waardoor het genre naast entertainment ook als serious game kan fungeren. Het spel kan bijvoorbeeld worden toegepast bij managementtrainingen. Het voordeel van simulaties is dat zonder repercussies in de echte wereld ontstaan en daardoor experimenten vrijelijk kunnen worden uitgevoerd.

## Bekende bedrijfssimulatiespellen
- Jurassic World Evolution
- OpenTTD
- Planet Coaster en Planet Zoo
- Railroad Tycoon-serie
- RollerCoaster Tycoon-serie
- Theme Hospital
- Zoo Tycoon en Zoo Tycoon 2
- Train Fever
- Transport Fever